# شنغاتشين (تشهار فريضة)
شنغاتشین (بالفارسية: سنگاچين) هي قرية تقع في إيران في البلدة المركزية. يقدر عدد سكانها بـ 2,421 نسمة .